# Lista de equipamentos do Exército Brasileiro

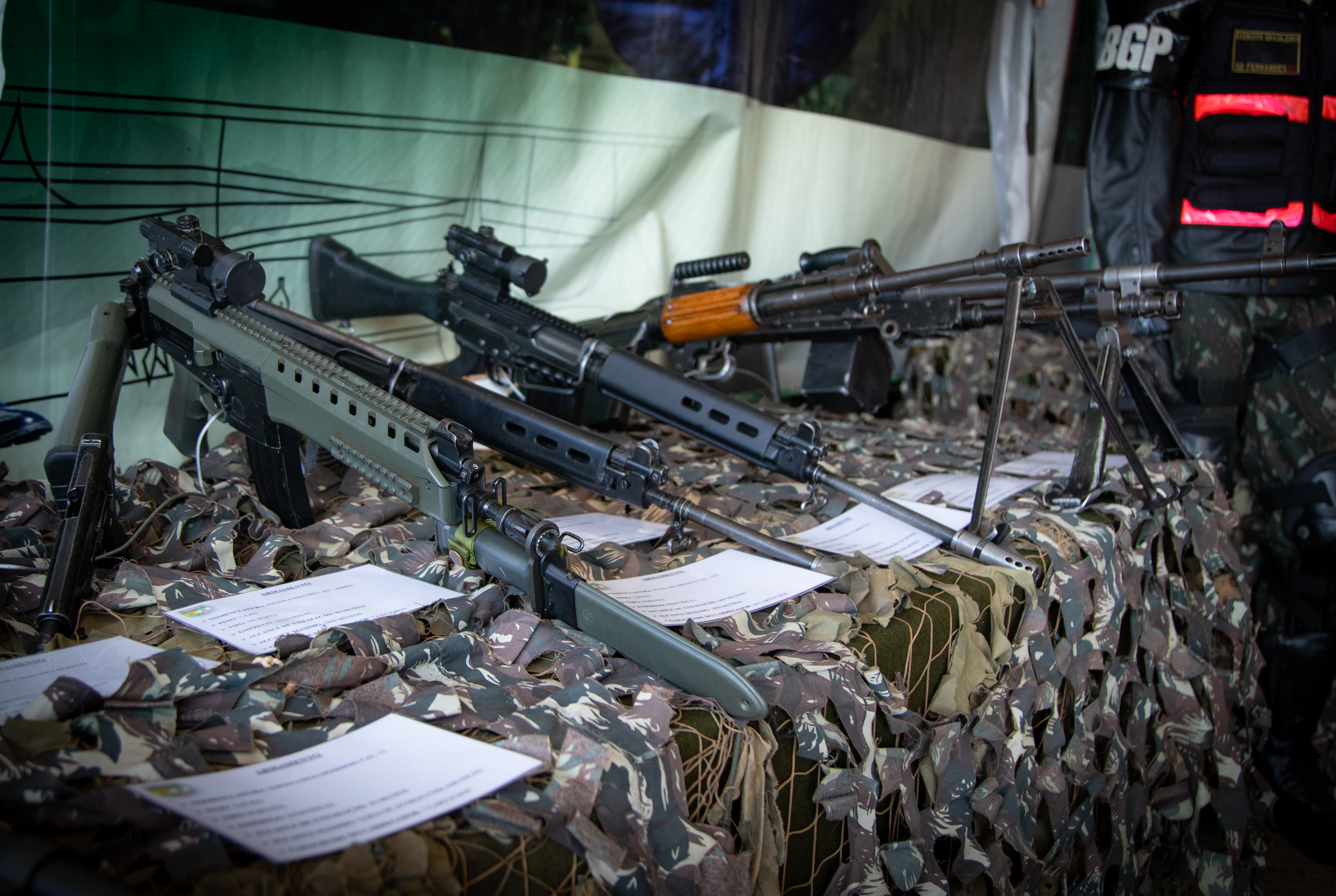
Exposição de fuzis e metralhadoras do Exército na Semana da Pátria de 2023

Esta é uma lista de equipamentos em serviço no Exército Brasileiro.

## Equipamentos de infantaria
Em 2010 o arsenal de armas de fogo (individuais e coletivas) do Exército foi estimado em 299 300 armas: 52 100 pistolas, 500 revólveres, 9 100 submetralhadoras, 89 000 fuzis de ação de ferrolho, 143 300 fuzis automáticos e 5 300 metralhadoras médias. 1 800 metralhadoras pesadas, 800 morteiros de 81 milímetros e 400 morteiros de 60 mm foram contados à parte como "armas leves". O International Institute for Strategic Studies (IISS) calculou 1 436 morteiros de 81 mm em 2024, incluídos na sua contagem das peças de artilharia.
Este armamento e mais os equipamentos de comunicações e proteção individual estão em substituição, desde 2016, pelos novos padrões do Sistema Combatente Brasileiro (COBRA). O antigo fuzil principal era o FAL e suas variantes, dando lugar ao Imbel IA2. A demanda total por fuzis de assalto para substituir a família FAL já foi noticiada na imprensa como de 140 mil ou 200 mil unidades.
A proteção individual dos soldados inclui capacetes de aramida e coletes balísticos sem um fabricante ou material padrão, mas com a exigência de proteção de nível III na classificação do National Institute of Justice dos Estados Unidos. As normas técnicas de 2009 determinam que a face externa seja confeccionada em tecido de poliamida, sem especificar tecidos para os demais componentes. A camuflagem segue um padrão lizard, inspirado no Leopard TAP47 francês e no padrão português dos anos 1960. Ela consiste em manchas largas de marrom escuro e verde escuro num fundo mais claro.

### Pistolas
| Nome         | Origem | Calibre | Período de serviço | Imagem |
| ------------ | ------ | ------- | ------------------ | ------ |
| Imbel M973   | Brasil | 9×19mm  | Em uso em 2023     |        |
| Taurus M975  | Brasil | 9×19mm  | Em uso em 2023     |        |
| Imbel MD1 GC | Brasil | 9×19mm  | Em uso em 2023     |        |

### Submetralhadoras
| Nome                 | Origem   | Calibre | Período de serviço                                 | Imagem |
| -------------------- | -------- | ------- | -------------------------------------------------- | ------ |
| Taurus M972          | Brasil   | 9×19mm  | Em uso em 2010                                     |        |
| Taurus SMT-9         | Brasil   | 9×19mm  | Em uso em 2015                                     |        |
| Heckler & Koch MP5SD | Alemanha | 9×19mm  | Em substituição pela UMP em 2016                   |        |
| Heckler & Koch UMP   | Alemanha | 9×19mm  | Em uso pelo Comando de Operações Especiais em 2016 |        |

### Fuzis
| Nome                                 | Origem         | Calibre             | Período de serviço                                      | Imagem |
| ------------------------------------ | -------------- | ------------------- | ------------------------------------------------------- | ------ |
| Fuzil 7,62 mm M964 (FAL)             | Brasil         | 7,62×51mm           | 1964 – presente, em substituição pelo IA2               |        |
| Fuzil 7,62mm M964 A1 (ParaFAL)       | Brasil         | 7,62×51mm           | 1964 – presente, em substituição pelo IA2               |        |
| Mosquetão 7,62 mm M968 ("MosqueFAL") | Brasil         | 7,62×51mm           | 1968 – presente (2022); uso cerimonial e em treinamento |        |
| Imbel IA2                            | Brasil         | 5,56×45mm 7,62×51mm | 2013 – presente (2022)                                  |        |
| Heckler & Koch HK417                 | Alemanha       | 7,62×51mm           | Em uso em 2017 pelo Comando de Operações Especiais      |        |
| Heckler & Koch HK416                 | Alemanha       | 5,56×45mm           | Em uso em 2020 pelo Comando de Operações Especiais      |        |
| Colt M4                              | Estados Unidos | 5,56×45mm           | Em uso em 2023 pelo Comando de Operações Especiais      |        |

### Espingardas
| Nome                            | Origem         | Calibre | Período de serviço | Imagem |
| ------------------------------- | -------------- | ------- | ------------------ | ------ |
| Mossberg 590A1                  | Estados Unidos | 12 ga   | Em uso em 2017     |        |
| Boito (modelo não especificado) | Brasil         | 12 ga   | Em uso em 2023     |        |
| CBC (modelo não especificado)   | Brasil         | 12 ga   | Em uso em 2023     |        |

### Metralhadoras
| Nome                                                       | Origem         | Calibre             | Período de serviço                                          | Imagem |
| ---------------------------------------------------------- | -------------- | ------------------- | ----------------------------------------------------------- | ------ |
| Browning M2                                                | Estados Unidos | 12,7×99mm           | Em uso em 2020                                              |        |
| Fuzil Metralhadora 7,62 M964 FAP (Fuzil Automático Pesado) | Brasil         | 7,62×51mm           | Anos 1970 – presente, em substituição pela FN Minimi (2022) |        |
| M971 MAG                                                   | Bélgica        | 7,62×51mm           | Anos 1970 – presente, em substituição pela FN Minimi (2022) |        |
| FN Minimi                                                  | Bélgica        | 5,56×45mm 7,62×51mm | Pré-2013 – presente (2022)                                  |        |
| MG3                                                        | Alemanha       | 7,62×51mm           | Em uso em 2022 como armamento secundário do Leopard 1       |        |

### Fuzis de precisão
| Nome                              | Origem         | Calibre   | Período de serviço                                 | Imagem |
| --------------------------------- | -------------- | --------- | -------------------------------------------------- | ------ |
| Imbel AGLC                        | Brasil         | 7,62×51mm | Em uso em 2022                                     |        |
| Remington M40                     | Estados Unidos | 7,62×51mm | Em uso em 2016 pelo Comando de Operações Especiais |        |
| Remington MSR                     | Estados Unidos | 7,62×51mm | Em uso em 2016 pelo Comando de Operações Especiais |        |
| M110 Semi-Automatic Sniper System | Estados Unidos | 7,62×51mm | Em uso em 2017 pelo Comando de Operações Especiais |        |

### Lança-granadas
| Nome                    | Origem         | Calibre         | Período de serviço | Imagem |
| ----------------------- | -------------- | --------------- | ------------------ | ------ |
| M79                     | Estados Unidos | 40 mm           | Em uso em 2010     |        |
| Condor AM-600           | Brasil         | 37/38 e 38.1 mm | Em uso em 2019     |        |
| ST Engineering 40GL Mk1 | Singapura      | 40 mm           | Em uso em 2022     |        |
| M203                    | Estados Unidos | 40 mm           | Em uso em 2023     |        |

### Armas sem recuo
| Nome           | Origem | Calibre | Período de serviço          | Imagem |
| -------------- | ------ | ------- | --------------------------- | ------ |
| Carl-Gustaf M3 | Suécia | 84mm    | Anos 1990 – presente (2019) |        |
| AT-4           | Suécia | 84mm    | Anos 1990 – presente (2022) |        |

### Mísseis anticarro
| Nome       | Origem | Quantidade                               | Período de serviço     | Imagem |
| ---------- | ------ | ---------------------------------------- | ---------------------- | ------ |
| MAX 1.2 AC | Brasil | 50 a 60 mísseis, 200 encomendados (2023) | 2023 – presente (2024) |        |
| Spike LR2  | Israel | 10 lançadores e 100 mísseis              | 2024 – presente        |        |

### Morteiros leves e médios
| Nome                                        | Origem      | Quantidade | Período de serviço     | Imagem |
| ------------------------------------------- | ----------- | ---------- | ---------------------- | ------ |
| Morteiro 60 mm M949 AGR                     | Brasil      |            | Em uso em 2010         |        |
| Morteiro Leve 60 mm Hotchkiss               | França      |            | Em uso em 2022         |        |
| Morteiro Médio 81 mm Brandt                 | França      | 651 (2024) |                        |        |
| Morteiro Médio 81 mm M936 AGR               | Brasil      | 484 (2024) |                        |        |
| Morteiro Médio 81 mm Royal Ordnance (L16A2) | Reino Unido | 72 (2024)  |                        |        |
| Morteiro Médio Antecarga 81 mm              | Brasil      | 92 (2024)  | 2013 – presente (2024) |        |

### Capacetes
| Nome                                             | Origem | Período de serviço     | Imagem |
| ------------------------------------------------ | ------ | ---------------------- | ------ |
| Personnel Armor System for Ground Troops (PASGT) | Brasil | 1993 – presente (2016) |        |
| Advanced Combat Helmet (ACH)                     | Brasil | Em uso em 2016         |        |

### Visão noturna e termografia
| Nome           | Origem         | Período de serviço | Imagem |
| -------------- | -------------- | ------------------ | ------ |
| CORAL-CR       | Brasil         | Em uso em 2017     |        |
| LORIS          | Brasil         | Em uso em 2022     |        |
| AN/PVS-7 Bravo | Estados Unidos | Em uso em 2022     |        |
| LUNOS          |                | Em uso em 2022     |        |
| MUNOS          |                | Em uso em 2022     |        |

## Blindados
Pelas estimativas do IISS, o Exército operava mais de 2 250 veículos blindados de combate em 2023, a maior frota da América Latina, embora os modelos modernos fossem uma minoria do total. A conta inclui 292 main battle tanks e 1 466 blindados de transporte de pessoal. Na terminologia do Exército Brasileiro, as formações operadoras desses veículos são unidades "blindadas", quando seus veículos se movem sobre lagartas, e "mecanizadas" quando se movem sobre rodas.

### Carros de combate
| Nome          | Origem         | Quantidade | Período de serviço     | Imagem |
| ------------- | -------------- | ---------- | ---------------------- | ------ |
| M60 A3TTS     | Estados Unidos | 31 (2024)  | 1997 – presente (2024) |        |
| Leopard 1A1BE | Alemanha       | 41 (2024)  | 1997 – presente (2024) |        |
| Leopard 1A5BR | Alemanha       | 220 (2024) | 2009 – presente (2024) |        |

### Caça-tanques
| Nome        | Origem | Quantidade                         | Período de serviço     | Imagem |
| ----------- | ------ | ---------------------------------- | ---------------------- | ------ |
| Centauro II | Italia | 2 entregues, 96 em contrato (2024) | 2023 – presente (2024) |        |

### Carros blindados
| Nome          | Origem | Quantidade | Período de serviço                                                                                      | Imagem |
| ------------- | ------ | ---------- | --- | ------ |
| EE-9 Cascavel | Brasil | 409 (2024) | Anos 1970 – presente (2024), sendo parcialmente atualizado (Cascavel NG) e substituído pelo Centauro II |        |

### Transportes de pessoal
| Nome                           | Origem         | Quantidade                                               | Período de serviço          | Imagem |
| ------------------------------ | -------------- | -------------------------------------------------------- | --------------------------- | ------ |
| M113                           | Estados Unidos | 198 M113A1, 386 M113BR, 12 M113A2 (2024)                 | 1965 – presente (2024)      |        |
| EE-11 Urutu                    | Brasil         | 5 M2, 41 M6; em substituição pelo VBTP-MR Guarani (2024) | Anos 1970 – presente (2024) |        |
| VBTP-MR Guarani                | Brasil         | Encomenda total de 1 580 (2016) ~575 (2024) 700+ (2024)  | 2014 – presente (2024)      |        |
| M577 A2                        | Estados Unidos | 64 (2024)                                                | 2016 – presente (2024)      |        |
| VBMT-LSR Guaicurus (Iveco LMV) | Itália/Brasil  | 48 em uso, pedido adicional de 420 (2024)                | 2018 – presente (2024)      |        |

### Socorro
| Nome           | Origem         | Quantidade | Período de serviço          | Imagem |
| -------------- | -------------- | ---------- | --------------------------- | ------ |
| M578           | Estados Unidos | 14 (2024)  | 1971 – presente (2024)      |        |
| Bergepanzer 2  | Alemanha       | 13 (2024)  | Anos 1990 – presente (2024) |        |
| M88A1          | Estados Unidos | 8 (2024)   | 2016 – presente (2024)      |        |
| MaxxPro MRV-PK | Estados Unidos | 20 (2023)  | 2023 – presente (2023)      |        |

### Engenharia
| Nome                                                                                     | Origem   | Quantidade | Período de serviço     | Imagem |
| ---------------------------------------------------------------------------------------- | -------- | ---------- | ---------------------- | ------ |
| Viatura Blindada Especializada Lançadora de Ponte Leopard 1 (Panzerschnellbruecke Biber) | Alemanha | 5 (2024)   | 2011 – presente (2024) |        |
| Pionierpanzer 2 Dachs                                                                    | Alemanha | 5 (2024)   | 2010                   |        |

## Artilharia
Em 2024 o IISS estimou um total de 2 263 peças de artilharia em serviço no Exército, incluindo 109 obuseiros autopropulsados e 412 obuseiros rebocados. Os grupos de artilharia de campanha autopropulsada pertencem às brigadas blindadas, e a artilharia rebocada, às demais brigadas. As plataformas de mísseis e foguetes são reunidas no Comando de Artilharia do Exército, em Formosa, Goiás.

### Lançadores de mísseis e foguetes
| Nome      | Origem | Quantidade                                                                            | Período de serviço                                                  | Imagem |
| --------- | ------ | ------------------------------------------------------------------------------------- | ------------------------------------------------------------------- | ------ |
| Astros II | Brasil | 44 lançadores e 39 veículos auxiliares (2023) 38 lançadores (20 Mk3M e 18 Mk6) (2024) | Anos 1990 – presente (2024)                                         |        |
| AV-VBL    | Brasil |                                                                                       | Em uso em 2021 como viatura especializada das baterias de Astros II |        |

### Autopropulsada de tubo
| Nome    | Origem         | Quantidade                             | Calibre | Período de serviço                                    | Imagem |
| ------- | -------------- | -------------------------------------- | ------- | ----------------------------------------------------- | ------ |
| M109    | Estados Unidos | 109 (37 M109A3, 40 M109A5, 32 M109A5+) | 155 mm  | 1999 – presente (2024)                                |        |
| M992 A2 | Estados Unidos | 40 (2022)                              |         | Em serviço em 2022 como viatura remuniciadora do M109 |        |

### Rebocada de tubo
| Nome              | Origem         | Quantidade | Calibre | Período de serviço          | Imagem |
| ----------------- | -------------- | ---------- | ------- | --------------------------- | ------ |
| M114              | Estados Unidos | 81 (2024)  | 155 mm  | Anos 1940 – presente (2024) |        |
| M101/M102         | Estados Unidos | 231 (2024) | 105 mm  | Anos 1940 – presente (2024) |        |
| OTO Melara Mod 56 | Itália         | 60 (2024)  | 105 mm  | Anos 1970 – presente (2024) |        |
| L118              | Reino Unido    | 40 (2024)  | 105 mm  | 1991 – presente (2024)      |        |

### Morteiros pesados
| Nome                                  | Origem | Quantidade             | Período de serviço | Imagem |
| ------------------------------------- | ------ | ---------------------- | ------------------ | ------ |
| MO 120-RT (Mortier 120mm Rayé Tracté) | França | ~200 (2022)            |                    |        |
| Morteiro Pesado 120 mm M2 Raiado      | Brasil | ~400 (2022) 268 (2024) |                    |        |

## Defesa antiaérea
Desde a desativação dos canhões antiaéreos rebocáveis do Exército, em 2023, suas únicas plataformas de artilharia antiaérea são canhões autopropulsados e mísseis portáteis, ambos pertencentes à arma da Artilharia. Todos os sistemas disponíveis são restritos à defesa contra alvos em baixa altitude.

### Blindados com artilharia de tubo
| Nome                     | Origem   | Quantidade | Período de serviço     | Imagem |
| ------------------------ | -------- | ---------- | ---------------------- | ------ |
| Krauss-Maffei Gepard 1A2 | Alemanha | 34         | 2013 – presente (2023) |        |

### Mísseis portáteis
| Nome             | Origem | Quantidade | Período de serviço     | Imagem |
| ---------------- | ------ | ---------- | ---------------------- | ------ |
| 9K338 Igla-S     | Rússia |            | 2015 – presente (2023) |        |
| RBS 70 Mk.2 e NG | Suécia |            | 2014 – presente (2023) |        |

### Radares de vigilância móveis
| Nome      | Origem | Quantidade | Período de serviço     | Imagem |
| --------- | ------ | ---------- | ---------------------- | ------ |
| Saber M60 | Brasil |            | 2011 – presente (2024) |        |

## Veículos não blindados
As viaturas não blindadas em serviço no Exército são classificadas, conforme a categoria, em administrativas ou operacionais, e conforme a utilização, em viaturas de transporte, trator, reboque, semi-reboque e especiais. As administrativas realizam atividades de rotina, sigilosas e apoio logístico a exercícios de instrução e operações militares. As operacionais têm funções táticas ou logísticas diretas nos exercícios e operações. 8 500 viaturas não blindadas sobre rodas, de transportadores de combustível a viaturas-frigorífico, foram adquiridas de 2012 a 2015, o que representava uma renovação de 40% da frota, segundo dados da 4.ª Subchefia do Estado-Maior do Exército.
No setor de caminhões, a principal fornecedora por volta de 2013 era a divisão latino-americana da MAN, origem de uma frota de mais de cinco mil veículos Volkswagen. O veículo leve fora de estrada padrão em 2019 era o Agrale Marruá. A frota de motocicletas, em 2012, compreendia 699 unidades: 193 da Harley-Davidson, as maiores em serviço, 307 da Honda e 168 da Yamaha. O restante era mais antigo, de marcas não mais existentes, como da Agrale.

### Caminhões
| Nome                             | Origem           | Quantidade         | Período de serviço           | Imagem |
| -------------------------------- | ---------------- | ------------------ | ---------------------------- | ------ |
| Mercedes-Benz Unimog 4x4 Série U | Alemanha         |                    | 1967 – presente (2024)       |        |
| Terex UAI M1-50 6x6              | Brasil           |                    | Anos 1980 – presente (2015?) |        |
| Mercedes-Benz LAK 1418           | Brasil           |                    | 1992 – ? (em uso em 2017)    |        |
| Ford Cargo                       | Brasil           |                    | 1987 – presente (2022)       |        |
| Volkswagen Worker                | Brasil           | Lote de 860 (2013) | 2007 – presente (2024)       |        |
| Mercedes-Benz Atron              |                  |                    | 2007–2008 – presente (2023)  |        |
| Mercedes-Bens Axor               |                  |                    | 2007–2008 – presente (2023)  |        |
| VW 31.390 Prime                  |                  |                    | Em uso em 2018               |        |
| Mercedes-Benz Atego              |                  |                    | Em uso em 2019               |        |
| Iveco Stralis                    |                  |                    | Em uso em 2019               |        |
| Volvo NL 12 360                  |                  |                    | Em uso em 2019               |        |
| Tatra 815 (T-815-7 e T-815-2)    | República Tcheca | 14 (2021)          | 2019 – presente (2021)       |        |
| Mercedes-Benz Munck              |                  |                    | Em uso em 2019               |        |
| Mercedes-Benz Accelo             |                  |                    | Em uso em 2021               |        |

### Ônibus
| Nome                      | Origem | Quantidade       | Período de serviço     | Imagem |
| ------------------------- | ------ | ---------------- | ---------------------- | ------ |
| Comil Svelto              | Brasil | 135 novos (2013) | 2003 – presente (2013) |        |
| Volksbus Mascarello       |        |                  | Em uso em 2019         |        |
| Volare W9                 | Brasil |                  | Em uso em 2020         |        |
| Agrale Mascarelo GranMini | Brasil |                  | Em uso em 2022         |        |
| Volare Attack 9           | Brasil |                  | Em uso em 2022         |        |
| Fiat Ducato Minibus       |        |                  | Em uso em 2022         |        |

### Veículos leves
| Nome                                       | Origem    | Quantidade                                     | Período de serviço          | Imagem |
| ------------------------------------------ | --------- | ---------------------------------------------- | --------------------------- | ------ |
| Volkswagen Kombi (picape)                  | Brasil    |                                                | 1961 – presente (2021)      |        |
| Chevrolet Série 10                         | Brasil    |                                                | 1975 – presente (2021)      |        |
| Toyota Bandeirante                         | Brasil    |                                                | Anos 1980 – presente (2019) |        |
| Land Rover Defender                        | Brasil    |                                                | Anos 1990 – presente (2019) |        |
| Família Agrale Marruá                      | Brasil    | > 4 000 (2019)                                 | 2006 – presente (2019)      |        |
| AM2                                        | Brasil    | > 4 000 (2019)                                 | 2006 – presente (2019)      |        |
| AM11                                       | Brasil    | > 4 000 (2019)                                 | 2006 – presente (2019)      |        |
| AM20                                       | Brasil    | > 4 000 (2019)                                 | 2006 – presente (2019)      |        |
| AM21                                       | Brasil    | > 4 000 (2019)                                 | 2006 – presente (2019)      |        |
| AM23                                       | Brasil    | > 4 000 (2019)                                 | 2006 – presente (2019)      |        |
| AM31                                       | Brasil    | > 4 000 (2019)                                 | 2006 – presente (2019)      |        |
| Chivunk                                    | Brasil    | 10 viaturas de lote piloto em adequação (2023) |                             |        |
| Ford F-350                                 |           |                                                | Em uso em 2012              |        |
| Troller T4                                 | Brasil    |                                                | 2004 – ?                    |        |
| Família Mitsubishi Pajero                  |           |                                                | Em uso em 2021              |        |
| Toyota Hilux                               | Argentina |                                                | Em uso em 2020              |        |
| Ford Ranger                                |           |                                                | Em uso em 2021              |        |
| Volkswagen Gol City                        |           |                                                | Em uso em 2019              |        |
| Renault Master dCI                         |           |                                                | Em uso em 2019              |        |
| Ford Fiesta Sedan                          |           |                                                | Em uso em 2022              |        |
| Nissan March SV 1.6                        |           |                                                | Em uso em 2022              |        |
| Mercedes-Benz Greencar                     |           |                                                | Em uso em 2016              |        |
| Peugeot 408                                |           |                                                | Em uso em 2021              |        |
| Chevrolet Spin LTZ                         |           |                                                | Em uso em 2021              |        |
| Fiat Doblo Essence                         |           |                                                | Em uso em 2021              |        |
| Fiat Punto Sporting                        |           |                                                | Em uso em 2021              |        |
| Fiat Ducato, Peugeot Boxer, Citroen Jumper |           |                                                | Em uso em 2021              |        |
| Fiat Marea ELX                             |           |                                                | Em uso em 2021              |        |
| Fiat Uno Mile                              |           |                                                | Em uso em 2021              |        |
| Fiat Toro                                  |           |                                                | Em uso em 2021              |        |
| Fiat Strada                                |           |                                                | Em uso em 2021              |        |
| Fiat Palio Young                           |           |                                                | Em uso em 2021              |        |
| Ford Fiesta Hatch                          |           |                                                | Em uso em 2021              |        |
| Ford Focus Sedan                           |           |                                                | Em uso em 2021              |        |
| Ford Fusion                                |           |                                                | Em uso em 2021              |        |
| Mercedes-Benz Sprinter                     |           |                                                | Em uso em 2021              |        |
| Iveco Daily                                |           |                                                | Em uso em 2021              |        |
| SsangYong Actyon Sports GLX                |           |                                                | Em uso em 2021              |        |
| Nissan Frontier                            |           |                                                | Em uso em 2021              |        |
| Nissan Versa                               |           |                                                | Em uso em 2021              |        |
| Mahindra CD/CS 2.2 HWK                     |           |                                                | Em uso em 2021              |        |
| Renault Logan Expression                   |           |                                                | Em uso em 2021              |        |
| Renault Master                             |           |                                                | Em uso em 2021              |        |

### Motocicletas
| Nome                             | Origem | Quantidade | Período de serviço | Imagem |
| -------------------------------- | ------ | ---------- | ------------------ | ------ |
| Yamaha XT                        |        |            | Em uso em 2021     |        |
| Honda XRE                        |        |            | Em uso em 2019     |        |
| Honda NXR                        |        |            | Em uso em 2021     |        |
| Harley-Davidson Road King Police |        | 193 (2012) |                    |        |

## Transporte aquático
As formações de engenharia de combate dispõem de botes, passadeiras, portadas e pontes fixas e flutuantes para a transposição de cursos d'água. No Pantanal e na Amazônia, ambientes com limitados meios de transporte em terra, outras unidades recorrem ao transporte fluvial. Em Manaus, Amazonas, há uma unidade logística peculiar, o Centro de Embarcações do Comando Militar da Amazônia (CECMA).

### Lanchas
| Nome                                                                               | Origem         | Quantidade | Período de serviço     | Imagem |
| ---------------------------------------------------------------------------------- | -------------- | ---------- | ---------------------- | ------ |
| Embarcação Patrulha Grupo (EPG) e Embarcação Patrulha Esquadra (EPE) ("voadeiras") |                |            |                        |        |
| Guardian 25                                                                        | Estados Unidos | 12 (2014)  | 2014 – presente (2023) |        |
| DGS Raptor 999                                                                     | Brasil         | 2 (2021)   | 2021 – presente (2023) |        |
| COTECMAR Lancha de Patrulha Ribeirinha (LPR) 40 Mk2B                               | Colômbia       | 2 (2013)   | 2013 – presente (2023) |        |

### Catamarãs
| Nome               | Origem | Quantidade | Período de serviço     | Imagem |
| ------------------ | ------ | ---------- | ---------------------- | ------ |
| Classe Jacaretinga |        | 4 (2021)   | 2020 – presente (2021) |        |

### Balsas
| Nome                     | Origem | Quantidade | Período de serviço | Imagem |
| ------------------------ | ------ | ---------- | ------------------ | ------ |
| De 4 700 ton             |        | 11 (2023)  |                    |        |
| De 1 000 ton             |        | 1 (2023)   |                    |        |
| De 400 ton (balsa-dique) |        | 1 (2023)   |                    |        |

### Empurradores
| Nome            | Origem | Quantidade | Período de serviço | Imagem |
| --------------- | ------ | ---------- | ------------------ | ------ |
| Tipo 1 e Tipo 2 |        | 6 (2020)   |                    |        |

### Ferry boats
| Nome | Origem | Quantidade                                             | Período de serviço | Imagem |
| ---- | ------ | ------------------------------------------------------ | ------------------ | ------ |
|      |        | 3 no CECMA (2020), 2 no Comando Militar do Norte(2023) |                    |        |

### Pontes e passagens
| Nome                                     | Origem      | Quantidade | Período de serviço     | Imagem |
| ---------------------------------------- | ----------- | ---------- | ---------------------- | ------ |
| Passadeira de alumínio                   |             |            | Em uso em 2024         |        |
| Portada leve                             |             |            | Em uso em 2019         |        |
| Mabey Logistic Support Bridge            | Reino Unido |            | Em uso em 2013         |        |
| General Dynamics Floating Support Bridge |             |            | Em uso em 2018         |        |
| Portada tipo ribbon Krupp FFB 2000       |             |            | Em uso em 2019         |        |
| General Dynamics Improved Ribbon Bridge  |             | 2 (2020)   | 2019 – presente (2020) |        |

## Aeronaves
A Aviação do Exército Brasileiro em seu formato atual, criado em 1986, opera aeronaves de asa rotativa (helicópteros), sem permissão para aeronaves de asa fixa, além de Veículos Aéreos Não Tripulados (VANTs) ou drones, denominados Sistemas de Aeronaves Remotamente Pilotadas (SARPs) na nomenclatura do Exército. Os helicópteros, 95 no total em 2023, são divididos em duas categorias, os de manobra e os de reconhecimento e ataque. Não há helicóptero de ataque dedicado. Planos de aquisição do avião de transporte Short C-23 Sherpa, que traria de volta a aviação de asa fixa à corporação, culminaram num decreto presidencial de junho de 2020, autorizando a operação desse tipo de aeronave. O decreto foi logo revogado após pesadas críticas de oficiais da Força Aérea Brasileira.